# František Sodoma
František Sodoma (17. srpna 1920 - ???) byl český a československý politik Československé strany lidové a poslanec Sněmovny lidu Federálního shromáždění za normalizace.

## Biografie
K roku 1976 se profesně uvádí jako ředitel svářečské dílny. Ve volbách roku 1976 zasedl do Sněmovny lidu (volební obvod č. 15 - Praha 10-střed, hlavní město Praha). Mandát obhájil ve volbách roku 1981 (obvod Praha 10 a 4 - střed). Ve Federálním shromáždění setrval do konce funkčního období, tedy do voleb roku 1986.